# Episodi di One Piece (quattordicesima stagione)
Questa lista comprende la quattordicesima stagione della serie televisiva anime One Piece, prodotta da Toei Animation, diretta da Kōnosuke Uda e tratta dall'omonimo manga di Eiichirō Oda.
La quattordicesima stagione si intitola Saga di Marineford (マリンフォード篇?, Marinfōdo hen) e raggruppa gli episodi dal 459 al 516. Essa è ambientata a Marineford, la roccaforte della Marina dove Monkey D. Rufy si reca per cercare di salvare suo fratello Portuguese D. Ace. I 58 episodi sono stati trasmessi in Giappone su Fuji TV dal 18 luglio 2010 al 25 settembre 2011. L'edizione italiana è andata in onda su Italia 2 dal 12 maggio 2012 al 14 aprile 2014; gli episodi fino al 504 sono stati trasmessi in 4:3 pan and scan, mentre i successivi con il rapporto d'aspetto originale. Poiché l'episodio 492 è un crossover tra One Piece e Toriko non è stato trasmesso e rimane inedito in Italia.
Le sigle di apertura adottate sono One Day dei The Rootless, per gli episodi dal 459 al 491, e Fight Together di Namie Amuro, per gli episodi dal 493 al 516. L'episodio 492 utilizza la opening dell'anime Toriko e come ending One Day dei The Rootless. L'edizione italiana ha adottato invece come sigla unica di apertura e di chiusura Tutti all'arrembaggio, cantata da Cristina D'Avena e Giorgio Vanni sulle immagini di One Day fino all'episodio 491 e su quelle di Fight Together dal 493 al 508. Gli episodi dal 509 in poi hanno invece mantenuto la sigla originale Fight Together, utilizzata anche come sigla di chiusura.

## Lista episodi
| Nº  | Titolo italiano Giapponese 「Kanji」 - Rōmaji - Traduzione letterale | In onda           | In onda        |
| Nº  | Titolo italiano Giapponese 「Kanji」 - Rōmaji - Traduzione letterale | Giapponese        | Italiano       |
| 459 | Tutti pronti per la battaglia decisiva 「決戦の刻迫る! 海軍最強の布陣完成!」 - Kessen no toki semaru! Kaigun saikyō no fujin kansei! – "Il momento della battaglia decisiva si avvicina! La più forte formazione da battaglia della Marina è pronta!" | 18 luglio 2010    | 12 maggio 2012 |
| 459 | Ace viene portato sul patibolo mentre gli abitanti del mondo si chiedono se Barbabianca si presenterà e quale sarà il destino che li attende. Nel frattempo, tutte le forze della Marina si schierano a difesa di Marineford e Rufy raggiunge il Cancello della Giustizia che, come anticipato, è chiuso. Sengoku rivela al mondo che Ace è il figlio del Re dei pirati Gol D. Roger. |                   |                |
| 460 | I ricordi di Garp 「巨大艦隊あらわる 襲来! 白ひげ海賊団」 - Kyodai kantai arawaru. Shūrai! Shirohige kaizoku-dan – "Appare una flotta enorme. Invasione! I pirati di Barbabianca" | 1º agosto 2010    | 13 maggio 2012 |
| 460 | Prima della sua esecuzione, Roger chiese a Garp di prendersi cura di Ace. Nel frattempo, a Baterilla, Rouge riuscì a nascondere la sua gravidanza alla Marina e diede alla luce Ace dopo venti mesi di gestazione. A Marineford il Cancello della Giustizia si apre inaspettatamente permettendo alla nave di Rufy di entrare. All'orizzonte appare una flotta enorme composta da 43 navi, capitanate da alleati di Barbabianca, la cui nave ammiraglia, la Moby Dick, emerge al centro della baia. |                   |                |
| 461 | L'inizio della guerra 「決戦の幕開け! エースと白ひげの過去」 - Kessen no makuake! Ēsu to Shirohige no kako – "L'inizio della battaglia! Il passato di Ace e Barbabianca" | 8 agosto 2010     | 14 maggio 2012 |
| 461 | Barbabianca dà dimostrazione dei suoi poteri di fronte alle forze della Marina. Ace ricorda il momento in cui ha preso il mare, la costituzione della ciurma dei pirati di Picche e il suo incontro con Barbabianca intervenuto durante un suo duello con Jinbe. Ace riporta alla mente gli iniziali dissensi con Barbabianca, la sua nomina e il tradimento di Barbanera a seguito dell'assassinio di Satch. Ace implora i suoi compagni di andarsene avendo deciso di inseguire Barbanera di testa sua, ma Barbabianca si rifiuta affermando di averlo mandato in missione dietro suo ordine. |                   |                |
| 462 | L'uomo terremoto 「世界を滅ぼす力! グラグラの実の能力」 - Sekai o horobosu chikara! Gura Gura no mi no nōryoku – "Il potere di distruggere il mondo! L'abilità del frutto Gura Gura" | 15 agosto 2010    | 15 maggio 2012 |
| 462 | L'onda anomala prodotta da Barbabianca investe la nave di Rufy che viene prima spinta via e poi risucchiata violentemente verso Marineford. Quando l'onda raggiunge la baia, ha assunto le dimensioni di uno tsunami, ma, prima che questa inglobi tutta Marineford, Aokiji la congela con i suoi poteri. Aokiji tenta di colpire Newgate, ma, dopo essere stato respinto atterra al centro della baia e congela anche questa. Approfittando del ghiaccio, gli uomini di Barbabianca sbarcano e partono all'attacco dando vita a un grande scontro nella baia congelata. Mihawk ansioso di testare le sue abilità battendosi con Barbabianca, lancia un colpo in direzione di Barbabianca con la sua spada nera. |                   |                |
| 463 | La fenice 「すべてを焼き尽くす!! 大将赤犬の能力!」 - Subete o yakitsukusu!! Taishō Akainu no chikara! – "Riduci tutto in cenere!! L'abilità dell'Ammiraglio Akainu!" | 22 agosto 2010    | 16 maggio 2012 |
| 463 | Jaws riesce a deviare il fendente di Mihawk grazie ai poteri del suo frutto del diavolo che gli permettono di tramutare il suo corpo in diamante. Kizaru tenta allora di colpire Barbabianca, ma l'attacco viene fermato da Marco che, trasformatosi in fenice, respinge Kizaru. Jaws scaglia un gigantesco blocco di ghiaccio verso i marine, ma Akainu lo scioglie coi suoi poteri basati sul magma. Akainu affonda una delle navi di Barbabianca prima che riesca a fermare i lapilli prodotti. Mentre Kobi ed Hermeppo si rendono conto della loro debolezza, Odr Jr. arriva sul campo di battaglia creando scompiglio e attirando l'attenzione di tutti, specialmente di Gekko Moria. |                   |                |
| 464 | Un gigante contro tutti 「魔人の子孫! リトルオーズJr.驀進!」 - Majin no shison! Ritoru Ōzu Junia bakushin! – "Il discendente del diavolo! Little Odr Jr. si precipita!" | 29 agosto 2010    | 17 maggio 2012 |
| 464 | Odr Jr. si fa strada verso la piazza ribaltando una delle navi della Marina e respingendo la Squadra Giganti intervenuta per fermarlo. Odr Jr. prosegue nonostante le proteste di Ace e ricorda il momento in cui gli regalò un copricapo per proteggerlo dalle intemperie. Approfittando della distrazione, i pirati attaccano i membri della Flotta dei sette, ma Hancock contrattacca coinvolgendo anche alcuni marine. Orso colpisce Odr Jr. con l'Ursus Shock, Donquijote Do Flamingo gli taglia una gamba e Moria lo trafigge con lo Shadow Spear, ma, nonostante questo, Odr Jr. tenta ancora di arrivare ad Ace. |                   |                |
| 465 | Sorpresa dal cielo 「勝者だけが正義 発動! センゴクの作戦」 - Shōsha dake ga seigi. Hatsudō! Sengoku no sakusen – "La giustizia sarà la vincitrice. In azione! La strategia di Sengoku" | 5 settembre 2010  | 18 maggio 2012 |
| 465 | Odr Jr. crolla al suolo prima di riuscire a raggiungere Ace. Approfittando della distrazione di Barbabianca, Ronse tenta di colpirlo, ma viene facilmente abbattuto. Barbabianca ordina ai suoi alleati di utilizzare il corpo di Odr Jr. come testa di ponte per irrompere nella piazza. Intanto, Kobi ed Hermeppo, impegnati a fuggire, assistono all'uccisione, da parte di Akainu, di un marine disertore. Sengoku comunica a tutti gli alleati il suo piano che consiste nel giustiziare Ace prima dell'ora prestabilita. Improvvisamente, si scorge in lontananza nel cielo la nave di Rufy che sta precipitando verso Marineford. |                   |                |
| 466 | L'arrivo di Cappello di Paglia 「麦わらチーム到着 風雲急を告げる戦場」 - Mugiwara chīmu tōchaku. Fūunkyū o tsugeru senjō – "Arriva la squadra di Cappello di Paglia. Il campo di battaglia si fa più intenso" | 12 settembre 2010 | 19 maggio 2012 |
| 466 | Rufy e gli altri, dopo avere cavalcato lo tsunami causato da Barbabianca, si ritrovarono bloccati nel ghiaccio dopo che Aokiji l'ha congelato. Nel tentativo di liberare la nave e farla scivolare verso il mare, la fecero precipitare verso la baia di Marineford. Fortunatamente per loro essa cade nel buco di ghiaccio creato da Jaws quando aveva scagliato l'iceberg verso alcuni marine. Rufy ritrova finalmente Ace mentre tutta Marineford commenta l'arrivo di quella banda così eterogenea. Crocodile, senza perdere tempo, si scaglia verso Barbabianca nel tentativo di ucciderlo, ma viene fermato da Rufy che sa bene come ostacolarlo. Barbabianca riconosce Rufy e il cappello di Shanks e cerca di intimidirlo dicendogli che se è venuto per salvare Ace la sua vita sarà spazzata via. Rufy gli risponde di farsi gli affari suoi. |                   |                |
| 467 | Rubber contro la Marina 「死んでも助ける ルフィVS海軍戦闘開始」 - Shindemo tasukeru. Rufi VS Kaigun batoru sutāto – "Ti salverò a costo di morire. Rufy contro la Marina: la battaglia ha inizio" | 19 settembre 2010 | 20 maggio 2012 |
| 467 | Dopo avere rivelato a Barbabianca il piano della Marina, Rufy procede combattendo verso il patibolo. Kizaru lo attacca con un raggio, ma Ivankov lo salva spostandolo col Death Wink, solo per venire attaccato a sua volta da Bartholomew. Sulla strada di Rufy si parano Jango, Fullbody ed Hina, ma Rufy riesce a superarli indenne usando il Gear Second. Nel frattempo, gli alleati di Barbabianca si stanno battendo con i vice ammiragli. Quando Moria tenta di fermare Rufy utilizzando degli zombie Ace prova a dissuaderlo dall'aiutarlo, ma Rufy afferma che lo salverà anche a costo di morire. Jinbe purifica gli zombie con un'onda d'acqua e Rufy sconfigge un gigante col Gear Third. |                   |                |
| 468 | Combattimenti senza fine 「激戦の連続! 能力者軍団VS能力者軍団」 - Gekisen no renzoku! Nōryokusha gundan VS nōryokusha gundan – "Feroci battaglie consecutive! Un esercito di utilizzatori dei frutti del diavolo contro un esercito di utilizzatori dei frutti del diavolo" | 26 settembre 2010 | 21 maggio 2012 |
| 468 | Ace si rassegna ad accettare qualsiasi destino gli riservi il futuro, che sia vivere o morire. Intanto, Barbabianca convince Bagy ad aiutarlo poiché interessato alla forza dei suoi seguaci evasi. Barbabianca, accortosi della strategia della Marina, ordina ai suoi alleati di attaccare le navi che stanno cercando di accerchiarli. Mentre Jinbe riesce a battere Moria nonostante si sia potenziato con le ombre di alcuni marine, Smoker attacca Rufy e riesce a bloccarlo, ma Hancock scalcia via Smoker usando l'Ambizione. Nel frattempo Ivankov fronteggia Orso Bartholomew chiedendosi perché non lo riconosca, ma sopraggiunge Doflamingo e gli rivela che è morto. |                   |                |
| 469 | I sogni di Hancock 「クマに起きた異変 イワさん怒りの一撃」 - Kuma ni okita ihen. Iwa-san ikari no ichigeki – "Il cambiamento avvenuto in Orso. L'attacco furioso di Iva" | 3 ottobre 2010    | 22 maggio 2012 |
| 469 | Hancock, dopo avere consegnato a Rufy la chiave delle manette di Ace, impedisce nuovamente a Smoker di fermarlo. Rufy raggiunge Ivankov mentre Doflamingo spiega che Orso si è prestato volontariamente a essere trasformato da Vegapunk in un cyborg pochi giorni prima. All'ennesimo attacco di Orso, Iva si scatena colpendolo ripetutamente e riuscendo a scaraventarlo a terra. Approfittando dello scontro, Rufy riprende la corsa e Bagy e i suoi cominciano l'attacco. Intanto, Crocodile e Mr. 1 affrontano gli uomini di Barbabianca, ma Jaws interviene colpendo Crocodile. Quando sta per attaccarlo di nuovo, Doflamingo utilizza il suo potere per fermarlo e propone a Crocodile un'alleanza. Nel frattempo, Rufy si ritrova davanti Mihawk che dice di non volersi trattenere e si chiede se il fato lo proteggerà. |                   |                |
| 470 | L'attacco di Mihawk 「剣豪ミホーク ルフィに迫る黒刀の斬撃」 - Kengō Mihōku. Rufi ni semaru Kokutō no zangeki – "Il maestro spadaccino Mihawk. Il fendente della Spada Nera si avvicina a Rufy" | 10 ottobre 2010   | 23 maggio 2012 |
| 470 | Mentre Hancock e Ivankov sono occupati nei rispettivi scontri, Mihawk attacca Rufy. Mihawk scaraventa lontano Jinbe intervenuto per proteggere Rufy. Questo, tuttavia, riesce a fuggire, prima utilizzando Bagy, immune ai colpi di Mihawk, come scudo umano, e poi grazie all'intervento di Vista. Bagy e gli evasi riescono a impadronirsi di una lumacamera allo scopo di diventare famosi, ma, subito dopo, Sengoku ordina di interrompere le trasmissioni in modo da far pervenire al mondo solo il messaggio della vittoria della Marina. In quel momento un'armata di Pacifista, guidati da Sentomaru attacca alle spalle i pirati di Barbabianca. |                   |                |
| 471 | Esercito bionico 「殲滅作戦始動 パシフィスタ軍団の威力」 - Senmetsu sakusen shidō. Pashifisuta gundan no iryoku – "L'operazione di sterminio ha inizio. La potenza dell'armata dei Pacifista" | 17 ottobre 2010   | 24 maggio 2012 |
| 471 | I pirati di Barbabianca si rendono conto di essere stati circondati dalle forze avversarie. Alcuni di loro tentano di opporsi all'esercito di Pacifista alle loro spalle, anche se con scarso successo, mentre Rufy e gli altri continuano ad avanzare verso il patibolo. Kizaru appare dinanzi a Rufy, ma in aiuto arrivano i comandanti di Barbabianca e Jinbe. Sengoku fa pressione sui suoi sottoposti affinché le trasmissioni vengano interrotte al più presto, così da poter giustiziare Ace, ma la lumacamera in mano a Bagy e i suoi è ancora in funzione. Intanto, Squardo raggiunge la Moby Dick e, dopo un breve discorso, trafigge inaspettatamente Barbabianca. |                   |                |
| 472 | L'inganno di Akainu 「赤犬の謀略! おとしいれられた白ひげ」 - Akainu no bōryaku! Otoshiirerareta Shirohige – "Lo stratagemma di Akainu! Barbabianca imbrogliato" | 24 ottobre 2010   | 25 maggio 2012 |
| 472 | Squardo spiega di avere trafitto Barbabianca dopo essere venuto a sapere che aveva stretto un patto con la Marina che prevedeva di scambiare le vite dei suoi alleati per quella di Ace. Venuti a conoscenza di questo fatto, gli alleati di Barbabianca si rendono conto di essere gli unici che sono stati attaccati dai Pacifista e, increduli, chiedono spiegazioni. Barbabianca perdona subito Squardo per la sua ingenuità spiegando che non esiste nessun patto e che si trattava di uno stratagemma messo in atto da Akainu e architettato da Sengoku. Quando Barbabianca distrugge il muro di ghiaccio che circonda Marineford permettendo così, a chiunque voglia, di fuggire, i suoi alleati riacquistano fiducia e gli giurano nuovamente fedeltà. Dopo avere lodato l'ingegno di Sengoku, Barbabianca stesso si appresta a scendere in campo. |                   |                |
| 473 | Pirati in trappola 「包囲壁作動! 白ひげ海賊団絶体絶命!!」 - Hōi sakusen sadō! Shirohige kaizoku-dan zettaizetsumei!! – "L'operazione di accerchiamento ha inizio! I pirati di Barbabianca messi all'angolo!!" | 31 ottobre 2010   | 26 maggio 2012 |
| 473 | Sconvolto dall'avere appreso di essere stato ingannato, Squardo scoppia in lacrime, ma viene confortato da Marco che lo sprona a reagire. Intanto, John Giant tenta di fermare Barbabianca che, però, lo abbatte utilizzando i suoi poteri. Quando l'onda d'urto causata da Barbabianca sta per raggiungere il patibolo i tre Ammiragli uniscono le loro forze per bloccarla. Su ordine di Sengoku, la baia viene circondata da un enorme muro di cinta corredato di cannoni che intrappola i pirati. Tuttavia il corpo di Odr Jr. è troppo pesante per essere sollevato e impedisce che il muro sotto di esso si alzi creando uno spiraglio. Spronato da Sengoku, Akainu utilizza i suoi poteri per far piovere sulla baia numerosi pugni giganti di lava che sciolgono il ghiaccio impedendo ai pirati di raggiungere Ace. |                   |                |
| 474 | Pochi minuti all'esecuzione 「処刑執行命令下る 包囲壁を突破せよ!」 - Shokei shikkō meirei kudaru. Hōiheki o toppaseyo! – "L'ordine di eseguire l'esecuzione viene impartito. Fare breccia nel muro di cinta!" | 7 novembre 2010   | 27 maggio 2012 |
| 474 | All'arcipelago Sabaody, le supernove, tutte ancora in libertà, commentano l'interruzione delle trasmissioni e Law ordina ai suoi di salpare. A Marineford, Rufy e gli altri subiscono l'attacco di Akainu che lascia i pirati malmessi. Rufy non si perde d'animo e riprende a correre verso il patibolo; quando la Marina fa fuoco sui pirati Odr Jr. si rialza inaspettatamente. Kizaru decide di eliminare Odr con un raggio laser, ma, prima che possa farlo, Rufy aiutato da Jinbe, piomba nella piazza davanti agli Ammiragli. Barbabianca, commentando la determinazione di Rufy, ordina a Jaws di usare la loro carta vincente. |                   |                |
| 475 | Assalto finale 「最終局面突入! 白ひげ起死回生の一手」 - Saishū kyokumen totsunyū! Shirohige kishikaisei no itte – "Si avvicina la fase finale! Barbabianca capovolge la situazione" | 14 novembre 2010  | 28 maggio 2012 |
| 475 | Rufy cerca di superare i tre Ammiragli, ma viene fermato da Kizaru. Sengoku ordina di giustiziare Ace, ma Crocodile, giunto nella piazza, ferma i due uomini incaricati di portare a compimento l'esecuzione prima di iniziare a battersi con Doflamingo. Rufy riprende la sua corsa verso il patibolo, ma viene intercettato da Aokiji. In aiuto di Rufy interviene Marco che riesce a colpire Aokiji. Quando gli uomini di Barbabianca tentano di raggiungere a nuoto la piazza un'altra nave emerge dal fondo marino, la quale, caricati i pirati, si dirige verso la breccia nelle mura. Odr porta la nave sulla terraferma prima di venire abbattuto nuovamente dai cannoni della Marina. Vedendo sbarcare Barbabianca e i suoi uomini in piazza Oris, Sengoku si rende conto che lui e Garp dovranno combattere in prima persona. |                   |                |
| 476 | La forza della disperazione 「ルフィ力尽く! オリス広場の総力戦!!」 - Rufi chikaratsuku! Orisu hiroba no sōryokusen!! – "La forza di Rufy è esaurita! Guerra totale in piazza Oris!!" | 21 novembre 2010  | 29 maggio 2012 |
| 476 | Aokiji inizia a battersi con Barbabianca, ma lo scontro viene interrotto da Jaws. Nel frattempo, sulla strada di Rufy, si parano prima i vice ammiragli Momonga e Dalmata, quindi Kizaru. Ormai allo stremo delle forze, Rufy viene soccorso da Barbabianca e dai suoi uomini. Mentre anche Jinbe, Ivankov e il resto degli alleati di Barbabianca raggiungono la piazza, gli scontri all'interno di essa si intensificano. Quando Marco tenta di raggiungere Ace in volo, Garp lo scaglia via con un pugno. |                   |                |
| 477 | La determinazione di Rubber 「命を削る力 テンション・ホルモン再び」 - Inochi o kezuru chikara. Tenshon Horumon futatabi – "Il potere che riduce la propria vita. I Tension Hormone ritornano" | 28 novembre 2010  | 30 maggio 2012 |
| 477 | Mentre la battaglia nella piazza prosegue, Ace ricorda la sua infanzia difficile e Rufy chiede a Ivankov di iniettargli una seconda volta i Tension Hormone. Intanto, Bagy viene scongelato dagli evasi di Impel Down e Barbabianca, Marco e Jaws vengono messi in difficoltà dagli ammiragli. Spronato dal desiderio di voler dimostrare la sua convinzione nel perseguire il suo sogno, Kobi si precipita verso Rufy che, ricevuta l'iniezione da Ivankov, ritrova le forze. |                   |                |
| 478 | Corsa contro il tempo 「約束のために!! 激突! ルフィとコビー」 - Yakusoku no tame ni!! Gekitotsu! Rufi to Kobī – "Per una promessa!! Scontro! Rufy e Kobi" | 5 dicembre 2010   | 31 maggio 2012 |
| 478 | Rufy riprende la corsa verso il patibolo, seguito da Ivankov che gli spiana la strada con il Death Wink. Quando Rufy si trova davanti Kobi, lo atterra con un solo pugno e il ragazzo commenta come sia ancora troppo forte. Due Pacifista intercettano Rufy, ma Hancock si intromette per fermare l'attacco. Mentre Barbabianca viene attaccato in massa dai marine Aokiji e Kizaru sconfiggono rispettivamente Jaws e Marco. Al patibolo, gli esecutori stanno per giustiziare Ace, ma Rufy usando l'Ambizione, li abbatte insieme a un gran numero di marine tra lo stupore generale. |                   |                |
| 479 | In dirittura d'arrivo 「処刑台目前! 開かれたエースへの道!!」 - Shokeidai mokuzen! Hirakareta Ēsu e no michi!! – "Dinanzi al patibolo! La strada verso Ace è libera!!" | 12 dicembre 2010  | 1º giugno 2012 |
| 479 | Mentre Rufy continua ad avanzare, viene attaccato da diversi vice ammiragli e marine. I pirati di Barbabianca, sotto suo ordine, intervengono per tenerli impegnati e coprire Rufy dagli attacchi dei nemici. Quando Mihawk e alcuni Pacifista tentano di fermare Rufy, si frappongono Hancock, Crocodile e Mr. 1 per proteggerlo. Nel frattempo Inazuma, che era stato nascosto tra i capelli di Ivankov, crea un ponte per arrivare al patibolo. Grazie al sostegno dei suoi alleati, Rufy riesce a salirci sopra per raggiungere Ace, ma Garp si mette in mezzo intenzionato a fermare Rufy. |                   |                |
| 480 | Il desiderio di nonno Garp 「それぞれの選んだ道 ルフィVSガープ!」 - Sorezore no eranda michi. Rufi VS Gāpu! – "La strada che ognuno di loro ha scelto. Rufy contro Garp!" | 19 dicembre 2010  | 2 giugno 2012  |
| 480 | Rufy, dopo avere tentato invano di convincerlo a spostarsi, affronta Garp. Egli però all'ultimo momento decide di non opporsi e si lascia colpire fingendo di essere messo K.O. Arrivato sul patibolo, Rufy tenta di liberare Ace con la chiave datagli da Hancock, ma Kizaru la distrugge con un laser. Nel frattempo, Mr. 3, travestito da boia sul patibolo, si ridesta appena in tempo per rendersi conto di ciò che sta accadendo. Rufy protegge Ace e Mr.3 dal potente attacco di Sengoku che, trasformatosi in un gigantesco Buddha, distrugge il patibolo. Precipitando, Mr. 3 fa una chiave con la cera e la consegna a Rufy mentre i marine concentrano il fuoco su di loro. Ace, liberato dalle manette usa il suo potere e neutralizza l'attacco. |                   |                |
| 481 | L'ultimo ordine di Barbabianca 「エース救出! 白ひげ最後の船長命令!」 - Ēsu kyūshutsu! Shirohige saigo no senchō meirei! – "Ace liberato! L'ultimo ordine del capitano Barbabianca!" | 26 dicembre 2010  | 3 giugno 2012  |
| 481 | Rufy e Ace iniziano a battersi con i marine allo scopo di crearsi un varco per fuggire. Aokiji sbarra la strada ai due, ma i poteri di Ace riescono a contrastare quelli dell'ammiraglio. Squardo, deciso a farsi perdonare per il suo gesto precedente, si appresta a coprire la ritirata dei suoi alleati a rischio della sua stessa vita. Barbabianca ferma Squardo e impartisce il suo ultimo ordine. Essendo soddisfatto della vita che ha vissuto e ritenendo di appartenere a un'era ormai passata, Barbabianca intima ai suoi uomini di fuggire e continuare a vivere mentre si appresta a sferrare l'attacco finale alla Marina. |                   |                |
| 482 | Un buon padre 「火をも焼き尽くす能力 赤犬非情の追撃」 - Hi o mo yakitsukusu chikara. Akainu hijō no tsuigeki – "Il potere che brucia anche il fuoco. Lo spietato inseguimento di Akainu" | 9 gennaio 2011    | 4 giugno 2012  |
| 482 | I pirati cominciano a malincuore la ritirata verso il mare, mentre Barbabianca tiene occupati i marine. Nel frattempo, Bagy riesce a far funzionare il lumacofono e a far riprendere le trasmissioni in diretta all'arcipelago Sabaody. Akainu comincia a insultare Barbabianca sostenendo che sia senza ambizioni, sempre secondo a Roger e che si è accontentato di formare una falsa famiglia. Ace, adirato, ribatte che questa era dovrebbe essere chiamata Barbabianca e si scontra con Akainu. Egli riesce però a ferirlo, poi, si scaglia su Rufy con l'intenzione di ucciderlo. Rufy fa appena in tempo ad accorgersi dell'attacco quando Ace si mette in mezzo per difenderlo e il suo petto viene trapassato da un pugno di magma. |                   |                |
| 483 | Alla ricerca di una risposta 「答えを探して 火拳のエース戦場に死す」 - Kotae o sagashite. Hiken no Ēsu senjō ni shisu – "Alla ricerca di una risposta. Ace Pugno di fuoco muore sul campo di battaglia" | 16 gennaio 2011   | 5 giugno 2012  |
| 483 | Per impedire che Akainu colpisca nuovamente Ace, Jinbe si frappone fra Ace e Akainu. Anche Garp e Barbabianca tentano di intervenire, ma vengono fermati rispettivamente da Sengoku e Kizaru. Dopo essersi liberato dalle manette grazie all'aiuto di Mr. 3, Marco ingaggia uno scontro con Akainu insieme a Vista. Intanto, Rufy chiede disperatamente a tutti gli astanti di aiutare Ace, ma gli altri si rendono conto che non c'è più nulla da fare. Ace, dopo avere ricordato la sua infanzia, ringrazia tutti per avergli voluto bene ed esala l'ultimo respiro. Rufy, sconvolto, scoppia in un pianto disperato. |                   |                |
| 484 | Il dolore e la rabbia 「海軍本部崩壊! 白ひげ言葉なき怒り!」 - Kaigun Honbu hōkai! Shirohige kotobanaki ikari! – "Il Quartier Generale della Marina si sgretola! La rabbia silenziosa di Barbabianca!" | 23 gennaio 2011   | 6 giugno 2012  |
| 484 | Rufy crolla psicologicamente e non è più in grado di reagire, quindi, viene salvato da Marco da un attacco di Akainu e Jinbe lo porta via con lui. Intanto, Barbabianca, furioso, combatte contro Akainu e, nonostante un potente colpo ricevuto dall'ammiraglio, lo colpisce a sua volta così forte da farlo precipitare in una voragine che divide in due la baia allontanando così i pirati dalla Marina. Barbabianca, rimasto oltre la voragine ingaggia da solo un duello contro tutti i marine. Nel frattempo, dietro a ciò che resta del patibolo appare Barbanera insieme alla sua ciurma. Fra questi, vi sono anche Shiryu e alcuni dei peggiori criminali della storia, liberati da Impel Down e arruolati nella ciurma. |                   |                |
| 485 | Un lungo addio 「ケジメをつける 白ひげVS黒ひげ海賊団」 - Kejime o tsukeru. Shirohige VS Kurohige kaizoku-dan – "Regolare i conti. Barbabianca contro i pirati di Barbanera" | 30 gennaio 2011   | 7 giugno 2012  |
| 485 | Barbanera spiega a Sengoku di essere entrato nella Flotta dei Sette solo per infiltrarsi a Impel Down e reclutare alleati. Barbabianca, infuriato, interrompe la discussione e attacca Barbanera, ma questi col suo potere riesce ad assorbirne le scosse. Barbabianca gli assesta ugualmente un poderoso colpo, ma a causa delle sue condizioni critiche l'attacco non è letale e Barbanera contrattacca insieme alla sua ciurma. Barbabianca ricorda l'ultimo incontro avuto con Roger dopo che egli raggiunse Raftel e di come il suo vecchio rivale gli raccontò la storia del Clan della D e del perché alcune persone portano la D nel proprio nome. Ricordando ciò Barbabianca afferma quindi che l'uomo che Roger stava aspettando sicuramente non è Barbanera e che come ci sono persone che ancora oggi incarnano la volontà di Roger ce ne saranno altri che un giorno erediteranno sicuramente quella di Ace, aggiungendo inoltre che è questo il modo in cui i sogni e la volontà delle persone si tramandano alle generazioni future, a prescindere persino dai legami di sangue. Dopodiché in diretta mondiale, grida ad alta voce che il grande tesoro dello One Piece esiste davvero e che, quando qualcuno lo troverà, il mondo sarà totalmente sconvolto. Infine ringraziando i suoi figli, muore, mentre il suo corpo rimane in piedi mostrando di non avere mai subìto una sola ferita alla schiena dovuta alla fuga o ad un singolo atto di codardia. |                   |                |
| 486 | L'uomo più potente del mondo 「ショーの開幕 明かされた黒ひげの企み」 - Shō no kaimaku. Akasareta Kurohige no takurami – "L'inizio dello spettacolo. Il piano di Barbanera viene rivelato" | 6 febbraio 2011   | 8 giugno 2012  |
| 486 | I pirati di Barbanera coprono il corpo di Barbabianca con un telo nero. Jinbe continua a correre verso la nave con Rufy, ancora tramortito, memore di una promessa che aveva fatto ad Ace quando erano in cella, ma Aokiji congela l'acqua ed è costretto a cercare un'altra imbarcazione. Nel frattempo Akainu crea un tunnel nelle profondità dell'isola riemergendo proprio davanti a Jinbe intenzionato a uccidere Rufy. Ivankov insieme a Inazuma ingaggia uno scontro con Akainu per rallentarlo e coprire la fuga. Barbanera esce da sotto il telo e, tra lo stupore misto al terrore di marine e pirati, dimostra di possedere anche il potere del frutto Gura Gura. |                   |                |
| 487 | Il potere della giustizia 「赤犬の執念! ルフィを襲うマグマの拳」 - Akainu no shūnen! Rufi o osou maguma no kobushi – "La tenacia di Akainu! Il pugno di magma attacca Rufy" | 13 febbraio 2011  | 9 giugno 2012  |
| 487 | Sengoku si trasforma nuovamente e attacca i pirati di Barbanera. Barbanera, senza temerlo, comincia ad affrontarlo. Intanto Akainu si libera di Ivankov e Inazuma inseguendo Jinbe fino al mare ghiacciato. Akainu cerca di colpire Rufy, ma Jinbe gli fa da scudo e viene trapassato da un pugno di magma salvando, però, la vita a Rufy che rimane ustionato solamente al petto. Crocodile interviene, seguito dai comandanti di Barbabianca, attaccando Akainu e permettendo a Bagy di portare via Rufy e Jinbe. Mentre la battaglia ancora infuria, Kobi comincia a sentire delle voci nella sua testa appartenenti a entrambi gli schieramenti. Nel frattempo, in un punto non ghiacciato del mare, emerge il sottomarino di Law che è intenzionato a salvare Rufy. |                   |                |
| 488 | Pochi secondi che cambiano il destino 「必死の叫び 運命を変える勇気ある数秒」 - Hisshi no sakebi. Unmei o kaeru yūki aru sūbyō – "Un grido disperato. Secondi di coraggio che cambiano il destino" | 20 febbraio 2011  | 10 giugno 2012 |
| 488 | Garp si unisce a Sengoku nel combattimento contro Barbanera. Nel frattempo, gli scontri fra i marine e i pirati continuano senza accennare a fermarsi e Bagy decide di affidare Rufy e Jinbe a Law. Kobi, intanto, continua a sentire le voci nella sua testa e, disperato per il massacro che si sta svolgendo, corre verso Akainu e gli si para davanti gridando a tutti di fermare l'inutile spargimento di sangue. Akainu cerca di uccidere anche Kobi, ma il suo colpo viene bloccato da Shanks, appena arrivato. In mezzo allo stupore generale per la sua apparizione, Shanks afferma di essere giunto fin lì per porre fine alla guerra. |                   |                |
| 489 | La guerra è finita! 「シャンクス見参! 頂上戦争ついに終結」 - Shankusu kenzan! Chōjō sensō tsuini shūketsu – "Appare Shanks! La guerra suprema finalmente termina" | 6 marzo 2011      | 11 giugno 2012 |
| 489 | Su richiesta di Shanks, Bagy consegna il cappello di paglia a Law che si immerge col suo sottomarino e incomincia l'operazione per salvare Rufy e Jinbe. Aokiji e Kizaru cercano di distruggere il sottomarino mentre Hancock requisisce una nave della Marina con la scusa di inseguire Rufy. Shanks intima a tutti di fermare le ostilità e di fare quello che dice. Barbanera e i suoi scelgono di ritirarsi mentre Sengoku decide di acconsentire alle richieste di Shanks. La guerra finalmente termina, i feriti vengono soccorsi e i corpi di Ace e Barbabianca portati via per essere degnamente sepolti. Nelle profondità del mare il sottomarino di Law continua la sua navigazione. |                   |                |
| 490 | L'inizio di una nuova era 「群雄割拠す! "新しい時代"の始まり!」 - Gun'yūkakkyosu! "Atarashī Jidai" no hajimari! – "Potenti rivali indipendenti! L'inizio della "Nuova Era"!" | 20 marzo 2011     | 12 giugno 2012 |
| 490 | Mentre la gente festeggia la fine della guerra, le supernove commentano i recenti eventi. Sengoku viene informato dell'evasione di molti pericolosi criminali oltre ai nuovi quattro membri della ciurma di Barbanera e che Magellan è ferito, ma vivo. Nel frattempo, Moria viene attaccato da alcuni Pacifista e da Doflamingo che gli dice che non è più in grado di far parte della Flotta dei Sette. Intanto il sottomarino di Law riemerge accanto alla nave della Marina di Hancock e afferma di essere riuscito a guarire Rufy, ma che non è ancora fuori pericolo. Ivankov e i suoi uomini, che si erano nascosti sulla nave della Marina, vengono allo scoperto ed esprimono il loro supporto per Rufy dicendo di voler tornare a Kamabakka. Dopo il risveglio, Jinbe si preoccupa per Rufy e Hancock ordina a Law di fare rotta per Amazon Lily. |                   |                |
| 491 | Sull'isola delle donne 「女ヶ島上陸 ルフィを責める過酷な現実」 - Nyōgashima jōriku. Rufi o semeru kakoku na genjitsu – "Arrivo all'isola delle donne. La crudele realtà tortura Rufy" | 27 marzo 2011     | 13 giugno 2012 |
| 491 | In tutto il mondo i pirati si scatenano nonostante la vittoria della Marina e sull'isola Foodvalten, un tempo protetta da Barbabianca, Barbabruna si impadronisce del potere. Nel frattempo Ivankov e i suoi partono per Kamabakka mentre gli altri si dirigono ad Amazon Lily. Una volta arrivati il sottomarino di Law viene fatto ormeggiare sulla costa per non infrangere le leggi che impediscono l'accesso agli uomini. Dopo due settimane, Rufy si risveglia e, tormentato dalle immagini della morte di Ace, cerca di convincersi che si è trattato solo di un sogno. Jinbe riesce a farlo ragionare e Rufy si rende conto che Ace è morto. |                   |                |
| 492 | 「最強タッグ! 奮闘、ルフィとトリコ!」 - Saikyō taggu! Funtō, Rufi to Toriko! – "Il duo più forte! Dura lotta, Rufy e Toriko!" | 3 aprile 2011     | -              |
| 492 | Speciale crossover tra One Piece e Toriko. |                   |                |
| 493 | I banditi della montagna 「ルフィとエース 兄弟の出会いの物語!」 - Rufi to Ēsu. Kyōdai no deai no monogatari! – "Rufy ed Ace. La storia dell'incontro dei fratelli!" | 10 aprile 2011    | 14 giugno 2012 |
| 493 | Rufy riporta alla mente il suo incontro con Ace. Dieci anni prima della guerra di Marineford, Garp affidò Rufy alle cure di una banda del monte Corbo, capitanata da Dadan, che aveva già incaricato di occuparsi di Ace. Nonostante gli venga ordinato di svolgere alcune mansioni, Rufy preferì seguire Ace mentre andava a caccia di cibo nella pericolosa foresta. Ace, infastidito da Rufy, ogni volta, lo seminava e un giorno Rufy si ritrovò al limite estremo della foresta. |                   |                |
| 494 | Un nuovo incontro 「サボ登場! 不確かな物の終着駅の少年」 - Sabo tōjō! Gurei Tāminaru no shōnen – "Appare Sabo! Il ragazzo del Grey Terminal" | 17 aprile 2011    | 15 giugno 2012 |
| 494 | Rufy arrivò al Grey Terminal, una baraccopoli costruita in una discarica senza alcuna legge. Ace, nel frattempo, era impegnato a dividersi il bottino con Sabo, un ragazzino che abitava lì. I due, da cinque anni, raccoglievano ricchezze per comprarsi un giorno una nave pirata con cui prendere il mare. Rufy li raggiunse volendo unirsi a loro, ma i tre vennero rintracciati da Polchemy, dei pirati di Bluejam, che voleva riprendersi i soldi che Ace aveva rubato ai suoi sottoposti. Rufy venne catturato e malmenato da Bluejam nel tentativo di farlo parlare, ma non cedette. Ace e Sabo, venuti a sapere che Rufy non li aveva traditi, corsero in suo aiuto. |                   |                |
| 495 | Il coraggio di Ace 「おれは逃げない エース決死の救出作戦」 - Ore wa nigenai. Ēsu kesshi no kyūshutsu sakusen – "Io non scapperò. L'operazione di salvataggio del tutto per tutto di Ace" | 24 aprile 2011    | 16 giugno 2012 |
| 495 | Sabo e Ace salvano Rufy e sconfissero Polchemy. Quando Bluejam scoprì che Polchemy era stato battuto da due ragazzini, gli sparò senza pietà. Dopo essere divenuti tutti e tre dei ricercati, Sabo si trasferì a vivere insieme agli altri due da Dadan, che accettò di occuparsi anche di lui. |                   |                |
| 496 | Un legame indissolubile 「いつか海へ! 三人の悪童ちかいの盃!」 - Itsuka umi e! San'nin no akudō chikai no sakazuki! – "Un giorno andremo per mare! Le tazze del giuramento dei tre marmocchi!" | 1º maggio 2011    | 17 giugno 2012 |
| 496 | Rufy Ace e Sabo vivevano le loro giornate allenandosi in combattimenti fra loro e compiendo marachelle nella città a nord del Grey Terminal, la capitale del Regno di Goa, di cui anche il Villaggio Foosha fa parte. Un giorno, Sabo venne fermato da un uomo che sembrava conoscerlo e, quando gli altri due chiesero spiegazioni, confessò di essere scappato di casa perché i genitori erano interessati solo a conservare il capitale. I tre discussero anche sul problema per cui, diventando pirati, potrebbero prendere strade differenti. Ace propose agli altri due di fare un brindisi scambiandosi le tazze: in questo modo, aveva sentito, si diventa fratelli. |                   |                |
| 497 | Tre bambini indipendenti 「ダダン一家との別れ!? 完成! 秘密基地」 - Dadan ikka to no wakare!? Kansei! Himitsu kichi – "Lasciare la famiglia Dadan!? Completa! La base segreta" | 8 maggio 2011     | 18 giugno 2012 |
| 497 | Rufy Ace e Sabo, per sfuggire all'ira di Garp intenzionato a punirli perché vogliono diventare dei pirati, decisero di scappare di casa e rifugiarsi nella foresta. Lì, dopo una notte passata all'addiaccio, decisero di costruire un rifugio da usare come base. Prendendo il materiale dal Grey Terminal, dopo due settimane lo completarono e presero a immaginare le loro avventure per mare. |                   |                |
| 498 | Rubber apprendista pirata 「ルフィ弟子入り!? 海賊王と戦った男!」 - Rufi deshi-iri!? Kaizoku-Ō to tatakatta otoko! – "Il tirocinio di Rufy!? L'uomo che ha combattuto con il Re dei pirati!" | 15 maggio 2011    | 19 giugno 2012 |
| 498 | Rufy, Ace e Sabo, in fuga da un enorme orso della foresta, vennero salvati da Naguri, che respinse l'animale con l'Ambizione. Confidò ai bambini di essere stato in passato in una ciurma pirata e di avere perso uno scontro con Roger. A sentirlo nominare Ace si allontanò stizzito. Nel frattempo il padre di Sabo commissiona ai pirati di Bluejam la ricerca e il recupero del figlio. Intanto, Dadan lesse sul giornale che un nobile mondiale avrebbe visitato il Regno di Goa. |                   |                |
| 499 | La tigre gigante 「大虎との決戦! 船長になるのは誰だ!」 - Ōtora to no kessen! Senchō ni naru no wa dare da! – "La battaglia contro la grande tigre! Chi sarà il capitano!" | 22 maggio 2011    | 20 giugno 2012 |
| 499 | Rufy, Ace e Sabo vennero allenati per tutto l'inverno da Naguri, dopo che egli fece riflettere Ace su Roger e le maldicenze. Naguri, aiutato dai tre ragazzi, costruì una nave sostenendo di volere ritrovare la sua ciurma e che non è mai troppo tardi per prendere il mare. A primavera la nave venne completata e i ragazzi pronti a cacciare una grande tigre. Dopo un primo momento in difficoltà, combinando i loro sforzi, riuscirono a sconfiggerla. Intanto, Bluejam informò il padre di Sabo di avere trovato il ragazzo. |                   |                |
| 500 | Un amico in trappola 「奪われた自由! 三兄弟に迫る貴族の罠」 - Ubawareta jiyū! Sankyōdai ni semaru kizoku no wana – "Libertà rubata! La trappola dei nobili si avvicina ai tre fratelli" | 29 maggio 2011    | 21 giugno 2012 |
| 500 | Rufy, Ace e Sabo vennero catturati dai pirati di Bluejam. Quando suo padre giunse sul posto per costringerlo a tornare a casa, Sabo si consegnò in cambio della salvezza dei suoi due fratelli. Ace e Rufy vennero però portati al covo dei pirati di Bluejam per lavorare. A casa, Sabo scoprì che i suoi genitori avevano adottato Stelly per sostituirlo nel caso la sua vita non fosse andata come volevano. Stelly si dimostrò subito arrogante e disprezzare coloro che non sono nobili, sostenendo che Sabo fosse fortunato perché, se fosse stato ancora al Grey Terminal, sarebbe morto nell'incendio della sera successiva atto a distruggere tutta la spazzatura e i suoi indesiderati abitanti in occasione della visita del nobile mondiale. Sabo, scioccato e incredulo alla notizia, fuggì di casa. Il giorno successivo, chiedendo agli altri abitanti dell'incendio, si rese conto che tutti ne erano a conoscenza, ma a nessuno sembrava importare. |                   |                |
| 501 | L'incendio 「放たれた炎 グレイ・ターミナルの危機」 - Hanatareta honō. Gurei Tāminaru no kiki – "Le fiamme sono accese. La crisi del Grey Terminal" | 5 giugno 2011     | 22 giugno 2012 |
| 501 | Bluejam svelò a Rufy e Ace che le casse che hanno posizionato lavorando sarebbero servito a far divampare l'incendio nel Grey Terminal, quindi cercò di farsi dire dove si trovava il loro tesoro. I due ragazzi non cedettero e furono legati perché a conoscenza del piano. La sera i pirati di Bluejam fecero scoppiare l'incendio e si recarono alle porte della città per mettersi in salvo, come da accordi presi con il re di Goa che li avrebbe fatti diventare nobili, ma le guardie li chiusero fuori. Intanto Sabo, che era stato riportato a casa, fuggì di nuovo, ma malmenato dalle guardie. Venne soccorso da Dragon e gli confessò in lacrime la verità sull'incendio, vergognarsi di essere nato nobile. Dragon rimase colpito dalle sue parole, ma gli disse di non avere ancora il potere di cambiare il suo paese natale. Ace e Rufy, liberatisi, mentre cercavano una via di fuga si imbatterono nei pirati di Bluejam. Ace usò inconsapevolmente l'Ambizione salvando Rufy e rimanendo ad affrontare Bluejam che di rimando gli sparò. |                   |                |
| 502 | Voglia di libertà 「自由はどこにある? 少年の悲しき船出」 - Jiyū wa doko ni aru? Shōnen no kanashiki funade – "Dov'è la libertà? La triste partenza del ragazzo" | 12 giugno 2011    | 23 giugno 2012 |
| 502 | Dadan salvò Ace deviando la pistola di Bluejam. Ace si rifiutò nuovamente di scappare e rimase a combattere insieme a Dadan mentre gli altri si allontanavano. Intanto, molti degli abitanti del Grey Terminal vennero salvati da Dragon e da altri rivoluzionari, fra cui anche Ivankov e Orso. Sabo venne ricatturato dalle guardie e costretto dal padre allo studio senza possibilità di uscire da camera sua, sorvegliato a vista da una guardia. Nonostante ciò il giorno dell'arrivo dei Draghi Celesti, Sabo riuscì a fuggire e rubare un peschereccio per prendere il mare. Il nobile mondiale Jalmack però sparò con un bazooka alla nave di Sabo per avere intralciato la cerimonia di arrivo. |                   |                |
| 503 | La lettera di Sabo 「よろしく頼む! 兄弟から届いた手紙!」 - Yoroshiku tanomu! Kyōdai kara todoita tegami! – "Conto su di voi! Una lettera da un fratello!" | 19 giugno 2011    | 24 giugno 2012 |
| 503 | Jalmack sparò alla nave di Sabo facendola affondare. Ace e Dadan tornarono al covo dei banditi feriti, ma vivi. Ace raccontò di essere riusciti a battere Bluejam, ma che Dadan era rimasta ustionata dall'incendio per difenderlo. Quando Dadan gli chiese il motivo per cui non fosse scappato, lui le rispose che l'aveva fatto per proteggere Rufy che in quel momento, si trovava dietro di lui. Dadan ricordò allora una conversazione con Garp in cui gli raccontò che Roger non si tirava mai indietro pur di aiutare i suoi compagni. La gioia del ritorno dei due venne presto cancellata dall'arrivo di Dogura che, partito alla loro ricerca, aveva assistito all'incidente al porto di Goa. Ace reagì furiosamente volendo vendicare Sabo, ma venne fermato da Dadan che glielo impedì. Il giorno dopo ricevettero una lettera di Sabo in cui scriveva di come abbia deciso di partire per mare e affidargli Rufy. I due decisero di partire anche loro per mare quando avranno compiuto 17 anni. |                   |                |
| 504 | La separazione 「約束を果たすため それぞれの旅立ち!」 - Yakusoku o hatasu tame. Sorezore no tabidachi! – "Per mantenere la promessa. Partenze separate!" | 26 giugno 2011    | 25 giugno 2012 |
| 504 | La sera, dopo aver assistito alla visita di Jalmack, Dragon tornò alla sua nave ormeggiata al Villaggio di Shimotsuki e insieme agli altri rivoluzionari salpò per Baltigo. Nei sette anni successivi, Rufy e Ace continuarono ad allenarsi fino alla partenza di Ace. Rufy passò altri tre anni esercitandosi e seguendo attraverso le notizie che giungevano, le imprese di Ace. A 17 anni anche Rufy partì riuscendo a stendere con un pugno il Signore della Scogliera al largo della costa. Nel presente, Rufy ancora disperato e sostiene di essere debole. |                   |                |
| 505 | Il grido disperato di Rubber 「あいつらに会いてェ! ルフィ涙の叫び」 - Aitsura ni aitē! Rufi namida no sakebi – "Voglio vederli! Il grido in lacrime di Rufy" | 3 luglio 2011     | 26 giugno 2012 |
| 505 | Garp va a fare visita al Villaggio di Foosha dove viene aggredito da Dadan, furiosa per la morte di Ace. Makino la fa ragionare dicendo che Garp sta soffrendo più di Dadan, ma lei ribatte che, in realtà, chi sta soffrendo di più è Rufy. Nel frattempo, nel Nuovo Mondo i pirati di Barbabianca, aiutati dalla ciurma di Shanks, seppelliscono Ace mentre Shanks commenta di come sconfitte e pianti facciano parte della vita. Ad Amazon Lily, Jinbe dice a Rufy di non biasimare Ace per le sue azioni. Furioso, Rufy attacca Jinbe che, però, lo immobilizza facilmente. Jinbe riesce a far ragionare Rufy che si rende conto di avere ancora i suoi compagni e dice di volerli rivedere. |                   |                |
| 506 | Cattive notizie 「麦わらの一味激震! もたらされた凶報」 - Mugiwara no ichimi gekishin! Motorasareta kyōhō – "La ciurma di Cappello di Paglia rimane scioccata! La cattiva notizia viene ricevuta" | 10 luglio 2011    | 27 giugno 2012 |
| 506 | Zoro e Perona, a Kuraigana, scoprono che ad attaccarli sono stati degli strani babbuini che usano le armi come fossero esseri umani. Zoro non riesce a tenere loro testa a causa delle ferite riportate a Thriller Bark e alle isole Sabaody, ma all'improvviso appare Mihawk. Chopper, nel Regno degli uccelli, riesce a non farsi mangiare dalla tribù che lo aveva catturato e a far stabilire la pace fra uomini e uccelli. Usop, nell'arcipelago Boeing, è diventato enormemente grasso. A Kamabakka, Sanji sembra essersi convertito alla vita da okama. A Tequila Wolf, Robin viene soccorsa dall'armata rivoluzionaria. A Weatheria, Nami sta apprendendo i segreti della scienza del clima. Franky, nel Regno di Barjimoa, ha sconfitto l'orso meccanico a guardia del laboratorio di Vegapunk e trovato della cola. Brook è ancora in compagnia degli abitanti di Namakura. Tutti i membri della ciurma apprendono che Ace è morto. |                   |                |
| 507 | Decisioni importanti 「冥王レイリーとの再会 ルフィ決断の時」 - Meiō Reirī to no saikai. Rufi ketsudan no toki – "Riunione con il Re Oscuro Rayleigh. È il momento per la decisione di Rufy" | 17 luglio 2011    | 2 luglio 2012  |
| 507 | Rayleigh arriva ad Amazon Lily attraversando a nuoto la fascia di bonaccia. Lì ritrova Law e la sua ciurma che decidono di lasciare l'isola. Mentre Rufy e Jinbe incontrano Rayleigh, le sorelle gorgoni e Nyon li raggiungono. Rayleigh ricorda quando le tre amazzoni, scappate da Marijoa, vissero con lui e Shakky finché Nyon le riportò sull'isola delle donne. Inoltre, rivela che Orso gli ha riferito che lui militava nell'armata rivoluzionaria di Dragon e che voleva salvare la ciurma di Rufy. In seguito Orso si era ripresentato da Rayleigh dicendo di non avere più tempo e indicandogli la direzione in cui aveva spedito Rufy. Grazie a Shakky, Rayleigh ha ipotizzato che alla fine della guerra, Rufy sarebbe tornato ad Amazon Lily e gli fa capire che, se tornasse alle Sabaody, verrebbe sconfitto nuovamente. Intanto Usop tenta di lasciare l'arcipelago Boeing perché vuole raggiungere Rufy per stargli vicino. |                   |                |
| 508 | Fuga dall'isola nel cielo 「船長のもとへ 空島の脱獄と冬島の事件」 - Senchō no moto e. Sorajima no datsugoku to fuyujima no jiken – "Ritorno dal capitano. L'evasione dall'isola del cielo e l'incidente sull'isola invernale" | 31 luglio 2011    | 3 luglio 2012  |
| 508 | Rufy afferma di voler tornare all'arcipelago Sabaody per riunirsi ai suoi compagni, ma Rayleigh gli propone un'idea alternativa. Nel frattempo, a Weatheria, Nami tenta di lasciare l'isola nel cielo rubando delle bolle temporali e dei libri sulla scienza meteorologica, ma non riesce a controllare la capsula con la quale stava fuggendo e viene imprigionata. Dopo avere spiegato le sue motivazioni agli abitanti, questi la liberano e Nami tenta nuovamente la fuga, questa volta portando con sé Haredas. Intanto, sull'isola Karakuri anche Franky è intenzionato a ritornare da Rufy e si introduce nuovamente nel laboratorio di Vegapunk per rubare una nave rompighiaccio unico mezzo per lasciare l'isola. Nonostante fosse stato avvertito di non toccare il pulsante di autodistruzione, Franky schiaccia il bottone raffigurante una bandiera pirata e distrugge il laboratorio dando luogo all'incidente noto come l'incubo di Barjimoa. |                   |                |
| 509 | Zoro e la forza di volontà 「接触! 大剣豪ミホーク ゾロ意地の死闘」 - Sesshoku! Daikengō Mihōku. Zoro iji no shitō – "Contatto! Il grande spadaccino Mihawk. La lotta della forza di volontà di Zoro" | 7 agosto 2011     | 7 aprile 2014  |
| 509 | A Kuraigana, Perona si dispera per la morte di Moria, ma Mihawk le dice di averlo visto ancora vivo alla fine della battaglia. Zoro avendo saputo delle vicende di Rufy è deciso a partire e lascia il castello nonostante i pareri contrari di Perona e di Mihawk. Zoro si imbatte nuovamente negli Umandrilli, i quali lo mettono in seria difficoltà utilizzando le sue stesse tecniche, prima di essere raggiunto da Perona e da Mihawk che gli consiglia di tornare indietro. Nel frattempo a Namakura, Brook finisce di comporre una canzone che gli abitanti credono essere un talismano che li proteggerà dalla tribù Braccialunghe. Gli abitanti si demoralizzano quando Brook spiega loro la verità, ma ritrovano il coraggio una volta ascoltata la canzone. I membri della tribù Braccialunghe vengono sconfitti e imprigionati, ma Brook, che aveva deciso di farli liberare, viene ingannato e catturato proprio da questi ultimi. Intanto, Rufy decide di seguire il consiglio di Rayleigh e di tornare a Marineford. |                   |                |
| 510 | Le sofferenze di Sanji 「サンジの受難 王国へと帰還した女王!」 - Sanji no junan. Ōkoku e to kikanshita joō! – "La sofferenza di Sanji. La regina ritorna al suo regno!" | 14 agosto 2011    | 8 aprile 2014  |
| 510 | Jinbe, Rayleigh e Rufy prendono il controllo di una nave della Marina con la quale oltrepassano il Cancello della Giustizia di Marineford. Intanto, nel Regno degli uccelli, dopo avere ringraziato gli abitanti e avere ricevuto delle vettovaglie, Chopper parte in groppa a un uccello verso l'arcipelago Sabaody, ma, sulla strada, legge sul giornale una notizia che lo sconvolge. A Tequila Wolf, Robin, salutata Soran, riceve la richiesta da parte dei rivoluzionari di incontrare Dragon. Anche Robin, che afferma di preferire ricongiungersi ai suoi compagni, legge sul giornale del ritorno di Rufy a Marineford. Nel frattempo Ivankov ritorna a Momoiro dove affronta Sanji che vuole avere notizie di Rufy e una nave per raggiungerlo. Nonostante sconfigga Sanji, Ivankov gli dà una copia del giornale affermando che ormai le vicende di Rufy sono di dominio pubblico. Dragon contatta via lumacofono Ivankov e lo informa che presto i comandanti rivoluzionari dovranno riunirsi per discutere dello sconvolgimento degli equilibri mondiali a seguito della morte di Barbabianca. I due inoltre, discutono del cambiamento di Orso e del ritorno di Rufy a Marineford. |                   |                |
| 511 | Un ritorno inaspettato 「まさかの再上陸! ルフィ海軍本部へ!」 - Masaka no saijōriku! Rufi Marinfōdo e! – "Un incredibile ritorno! Rufy a Marineford!" | 21 agosto 2011    | 9 aprile 2014  |
| 511 | Rufy, insieme a Jinbe e Rayleigh, giunge a Marineford con una nave della Marina, circumnaviga la baia, approda e suona 16 volte la campana di Ox. I pochi marine rimasti al Quartier Generale tentano, senza successo, di fermarli e Rufy ha persino il tempo di fare un momento di silenzio facendosi fotografare dai giornalisti sul posto. La notizia fa in breve il giro del mondo e i Cinque Astri di Saggezza discutono sul futuro del mondo e l'equilibrio dei poteri. Sengoku comunica a Kong di volersi ritirare dalla Marina e suggerisce Aokiji. Kobi, risvegliatosi all'ospedale, scopre da un dottore, che, probabilmente a causa dello shock subìto, ha risvegliato il potere dell'Ambizione in possesso di tutti i marine con un grado pari o superiore a quello di vice ammiraglio. Smoker chiede ad Aokiji di essere trasferito nel Nuovo Mondo alla base G-5, per poter essere vicino alle sue prede. Intanto, nel Nuovo Mondo, Kidd e Hawkins combattono contro altri pirati mentre Bege e Urouge si trovano in difficoltà. |                   |                |
| 512 | Il messaggio 「仲間に届け かけめぐる大ニュース!」 - Nakama ni todoke. Kakemeguru dai-nyūsu! – "Consegnata ai compagni. Arriva la grande notizia!" | 28 agosto 2011    | 10 aprile 2014 |
| 512 | Mr. 3 e gli ex-prigionieri di Impel Down si riuniscono alla ciurma di Bagy. Mentre festeggiano il ritorno di Bagy, il ritrovamento del marchio del tesoro di John e il fatto che molti potenti pirati si siano uniti a loro, Galdino riceve una lettera del Governo e rimane scioccato nel leggerne il contenuto. Alle Sabaody, Duval e i Bellavita Riders sono intenti a proteggere la Sunny quando si presenta sul posto Orso, ma Shakky dice di non preoccuparsi. Ad Alabasta, la notizia di Rufy sano e salvo rallegra Cobra e gli altri esponenti della corte, ma Bibi sembra perplessa e non capisce il gesto di Rufy notando una scritta sul suo braccio. Su un'isola non ben precisata della Rotta Maggiore, Crocodile e Mr. 1 commentano le ultime notizie, poi, Crocodile chiede a Mr. 1 di accompagnarlo nel Nuovo Mondo. In tutto il mondo i vecchi amici della ciurma accolgono la notizia con gioia e Dadan commenta che ora Ace può riposare in pace perché Rufy è vivo grazie al suo intervento. Intanto, Rufy è in viaggio sulla nave delle piratesse Kuja e si chiede se i suoi compagni capiranno il messaggio. Tutta la ciurma sembra intuire cosa voglia dir loro Rufy, tranne Zoro che sembra avere qualche difficoltà. |                   |                |
| 513 | I pirati in azione 「動き出す海賊たち! 驚天動地の新世界」 - Ugokidasu kaizoku-tachi! Kyōtendōchi no Shin Sekai – "I pirati si muovono! Il terrificante Nuovo Mondo" | 4 settembre 2011  | 11 aprile 2014 |
| 513 | Law informa la sua ciurma che non ha intenzione di muoversi subito nel Nuovo Mondo per lasciare che le altre supernove si eliminino fra di loro. Nel frattempo, nel Nuovo Mondo, X Drake affronta alcuni uomini di Kaido e Scratchman Apoo e la sua ciurma, fuggendo da alcuni cinghiali selvatici, scoprono una strada invisibile nel cielo. Su un'isola in fiamme, Barbanera e la sua ciurma catturano Bonney, ma la abbandonano quando vedono arrivare Akainu che la prende in custodia. Intanto, a Marijoa, Doflamingo racconta di avere visto svanire Moria anche se afferma di dubitare che sia sopravvissuto. Doflamingo dice inoltre, di essere pronto a sciogliere la sua alleanza con il Governo mondiale qualora lo ritenesse necessario. Nel Regno di Torino, Chopper ritorna sull'isola degli uccelli e, dopo avere ricordato vari momenti del suo passato inizia a studiare nella biblioteca locale per diventare più forte. |                   |                |
| 514 | Le 99 ricette misteriose 「地獄を生き抜け サンジ男をかけた勝負」 - Jigoku o ikinuke - Sanji otoko o kaketa shōbu – "Sopravvivere ad un inferno. La lotta di Sanji per la sua mascolinità" | 11 settembre 2011 | 12 aprile 2014 |
| 514 | A Weatheria, Nami si lascia raggiungere dagli scienziati e li inganna convincendoli a farla rimanere sull'isola per studiare la scienza meteorologica. A casa di Haredas, Nami gli racconta di Rufy e pensa a come applicare la meteorologia per essere utile. Nel frattempo, sull'isola Karakuri, mentre i marine indagano sulla distruzione del laboratorio, Franky ne trova un secondo, nascosto nelle montagne, dove decide di stabilirsi per studiare i progetti lasciati da Vegapunk. Intanto, a Kamabakka, Sanji apprende che attraverso la speciale cucina dell'isola, si potrà fortificare, ma Ivankov non vuole rivelargli i segreti della cucina locale a meno che Sanji non intraprenda la via dei Newkama, cosa che Sanji si rifiuta categoricamente di fare. In alternativa, gli viene proposto di affrontare i 99 grandi maestri cuochi dell'isola per avere le ricette e Sanji, motivato dal voler aiutare Rufy accetta e inizia a battersi con i Newkama. |                   |                |
| 515 | Pronti per il capitano 「まだまだ強くなる! ゾロ船長への誓い」 - Madamada tsuyoku naru! Zoro senchō e no chikai – "Diventerò ancora più forte! Il giuramento di Zoro al capitano" | 18 settembre 2011 | 13 aprile 2014 |
| 515 | Nel regno di Teena Geena, Brook riporta alla mente il suo passato assieme a Rufy e, dopo avere deciso di allenarsi per diventare più forte intona il suo nuovo singolo Bone to be wild. Intanto, Robin raggiunge la nave dei rivoluzionari e, conscia del supporto ricevuto in passato da Rufy, decide di accettare la loro offerta e di raggiungere Baltigo per incontrarsi con Dragon. Nel frattempo Usop spiega a Heracles la situazione, ed egli accetta di aiutarlo. Sull'isola di Kuraigana, Mihawk si rifiuta di allenare Zoro, ma, dopo avere appreso che Zoro è riuscito a sconfiggere gli Umandrilli, si convince. Zoro spiega a Perona che il messaggio sul braccio di Rufy significa che il loro incontro non avverrà fra tre giorni, come precedentemente concordato, ma tra due anni. Mentre Mihawk inizia ad allenare Zoro facendogli affrontare un Umandrillo che usa lo stesso stile di combattimento di Mihawk, tutti i componenti della ciurma di Rufy si ripromettono di incontrarsi tra due anni. |                   |                |
| 516 | Rubber comincia l'addestramento 「ルフィ修行開始 2年後に約束の場所で」 - Rufi shugyō kaishi. Ninengo ni yakusoku no basho de – "L'allenamento di Rufy ha inizio. L'incontro promesso è tra due anni" | 25 settembre 2011 | 14 aprile 2014 |
| 516 | Dopo avere ringraziato Rufy, Jinbe fa ritorno all'isola degli uomini-pesce promettendo a Rufy che si rivedranno. Su richiesta di Rayleigh, la nave di Hancock raggiunge un'isola abbandonata a nord-ovest dell'isola delle donne. Salutate Hancock e le Kuja, Rayleigh spiega a Rufy il funzionamento dell'Ambizione e approfitta dell'attacco di un elefante gigante per illustrarne le varie tipologie. Con l'Ambizione dell'osservazione, riesce a prevedere le mosse dell'animale e, con l'Ambizione dell'armatura, si difende dai suoi attacchi e contrattacca con grande efficacia rivelando che quest'ultima è efficace anche contro gli utilizzatori dei frutti del diavolo ed è possibile applicarla pure sulle armi. Quando l'elefante torna alla carica, Rayleigh illustra un ulteriore tipo di Ambizione molto rara, l'Ambizione del Re Conquistatore, con la quale fa svenire l'animale. Rufy, notando di avere incrociato numerosi utilizzatori di queste tecniche in passato, si impegna ad allenarsi per i prossimi due anni per imparare a controllare l'Ambizione e diventare più forte. |                   |                |

## DVD

### Giappone
Gli episodi della quattordicesima stagione di One Piece sono stati distribuiti in Giappone anche tramite DVD, quattro per disco, da ottobre 2011 a novembre 2012.
| N° | Data             | Dischi | Episodi      | Extra | Fonte  |
| -- | ---------------- | ------ | ------------ | ----- | ------ |
| 1  | 5 ottobre 2011   | 1      | 459-462      | /     | [ 3 ]  |
| 2  | 2 novembre 2011  | 1      | 463-466      | /     | [ 4 ]  |
| 3  | 7 dicembre 2011  | 1      | 467-470      | /     | [ 5 ]  |
| 4  | 11 gennaio 2012  | 1      | 471-474      | /     | [ 6 ]  |
| 5  | 1º febbraio 2012 | 1      | 475-478      | /     | [ 7 ]  |
| 6  | 7 marzo 2012     | 1      | 479-482      | /     | [ 8 ]  |
| 7  | 4 aprile 2012    | 1      | 483-486      | /     | [ 9 ]  |
| 8  | 9 maggio 2012    | 1      | 487-490      | /     | [ 10 ] |
| 9  | 6 giugno 2012    | 1      | 491, 493-495 | /     | [ 11 ] |
| 10 | 4 luglio 2012    | 1      | 496-499      | /     | [ 12 ] |
| 11 | 1º agosto 2012   | 1      | 500-503      | /     | [ 13 ] |
| 12 | 5 settembre 2012 | 1      | 504-507      | /     | [ 14 ] |
| 13 | 3 ottobre 2012   | 1      | 508-511      | /     | [ 15 ] |
| 14 | 7 novembre 2012  | 1      | 512-516      | /     | [ 16 ] |
| /  | 26 ottobre 2012  | 1      | 492, 542     | /     | [ 17 ] |